# رائی‌پور، پاکستان
رائی‌پور (به انگلیسی: Raipur) یک روستا در پاکستان است که در ناحیه خانیوال واقع شده‌است.